# Sint-Aloysiuscollege (Menen)
Het Sint-Aloysiuscollege Menen (SAM) is een katholieke middelbare school  in de Belgische plaats Menen. De school maakt deel uit van Scholengroep Scholen aan de Leie. 
Het Sint-Aloysiuscollege werd opgericht in 1832 door het Bisdom Gent in opdracht van monseigneur Van De Velde en was daarmee het tweede bisschoppelijk college van West-Vlaanderen. Het viel pas bij de heroprichting van het bisdom Brugge in 1834 onder de hoede van deze laatste. Het college kon in 1834 het gouvernementsgebouw op de Grote Markt van Menen verwerven als schoolgebouw, nadat pogingen de gebouwen van het Latijns College over te nemen mislukten.  Dit gouvernementsgebouw was in 1685 opgetrokken in opdracht van koning Lodewijk XVI van Frankrijk als onderdeel van de verdedigingslinie gebouwd door Vauban en meer specifiek als ambtswoning voor de militaire gouverneur.  In 1779 kwam de woning in handen van de familie Rembry-Vandaele waarvan de erfgenamen het in 1834 aan het bisdom verkochten.
Initieel ging het college open onder de naam Saint-Louis, met drie leerkrachten en acht leerlingen (allen jongens). Saint-Louis bleef de naam tot in de eerste decennia van de 20e eeuw. Het college bleef een mannenbastion tot de fusie met het Sint-Jorislyceum in 1985, toen ook meisjes in het college les konden volgen.
In de Eerste Wereldoorlog werden de collegegebouwen opgevorderd door de Duitse bezetter, die er van gebruik maakte als (chronologisch) hospitaal, soldatenheim en kazerne. De school werd beschadigd tijdens de oorlog, het was pas in 1921 dat het zwaar beschadigd collegegebouw werd hersteld, samen met de bouw van het koor van de kapel en van enkele klassen. Het oude gouvernementsgebouw werd pas in 1931 volledig hersteld.  
Het huidige schoolcomplex bestaat uit verschillende vleugels. Het hoofdvolume is nog steeds het historisch bouwwerk uit 1685, de recentste vleugels dateren van 1968. Onder meer kent de school een externaat uit 1840, de kapel en een aantal klassen dateren van 1895-1896, in 1910 volgden een feestzaal en slaapzalen, in 1914 net voor het uitbreken van de oorlog werden een studiezaal, klassen en een kwartier voor leraars opgeleverd. Steeds weer volgden bijkomende uitbreidingen, met meer klassen in 1937, 1946, 1954 en 1960. In de jaren vijftig werden onder meer ook de turnzaal, een sportplein en een nieuwe sporthal toegevoegd. De verschillende bouwvolumes staan daarbij opgesteld rond drie speelplaatsen.
De geschiedenis van het college werd gedocumenteerd in "De geschiedenis van het middelbaar onderwijs (1532-1837) en van het Sint-Aloysiuscollege (1832-1982) in Menen" van Christine Buylaert en Pol Decuypere, en in "Kroniek van het Sint-Aloysiuscollege 1982-2007" van de leraars Fernand Rambour en Leo Lamaire.

## Bekende oud-leerlingen
- Peter Bulckaen
- Wannes Cappelle
- Annelien Coorevits
- August De Boodt
- Frank Deleu
- Klaas Delrue
- Wouter Deprez
- Jo Lernout
- Jos Mullie
- Jean-Claude Van Geenberghe
- Bart Vanneste
- Marc Vervenne